# Maurizio Lodi-Fè

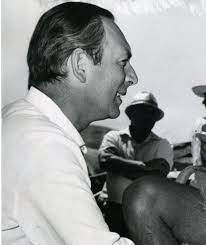
Maurizio Lodi-Fè

Maurizio Lodi-Fè (Salonicco, 1º giugno 1918 – Roma, 26 maggio 2015) è stato un produttore cinematografico italiano. Maurizio Lodi-Fè è stato produttore di due dei più grandi colossal Hollywoodiani, Vacanze romane e Ben-Hur, sempre accompagnato dal regista William Wyler, con cui ebbe una grande amicizia.

## Biografia

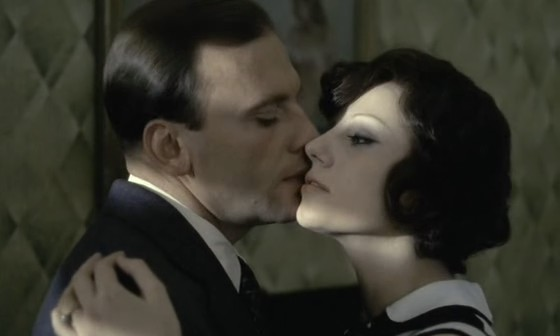
Il Conformista

Nato in Grecia, figlio dell'Ambasciatore e Commissario italiano a Costantinopoli Romano Lodi-Fè e della britannica Kate Abbott, appartenente a un'importante famiglia Inglese che fu una delle prime famiglie ad 'importare il tè dalle Indie all'Inghilterra, iniziò la sua attività nel cinema italiano nel 1947 come consulente della ricerca dei luoghi di ripresa per il film Vendetta nel sole, diretto da Giuseppe Amato e Leslie Arliss. Nel 1952 fu direttore di ricerca delle location italiane per due film britannici mai distribuiti in Italia, His Excellency, diretto da Robert Hamer, Venetian Bird (girato a Venezia) e più avanti Criminali sull'asfalto (1956), entrambi diretti da Ralph Thomas.
Sposatosi a Glanegg in Austria nell'aprile del 1951 con la contessa Austrungarica Hélène Maria Ladislaja von Meran, una discendente della Casa imperiale degli Asburgo, la famiglia più potente d’Europa per secoli a capo del Sacro romano impero, ebbe da lei cinque figli: Michele (1952), Alessandro (1953), Caterina (1956), Nicola (1959) e Isabella (1963).

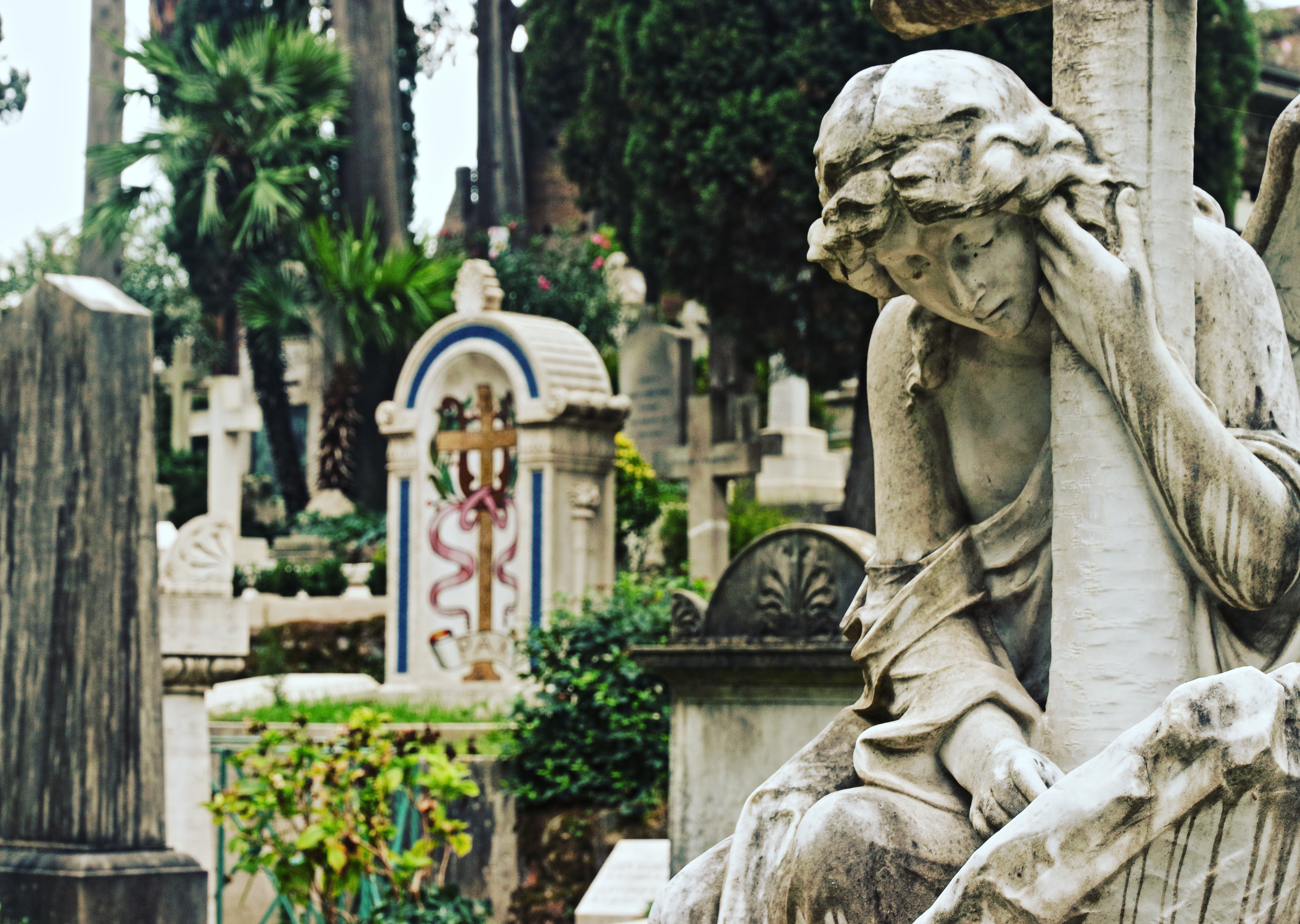
Cimitero Acattolico di Roma

Dal 1953 al 1964 fu direttore di produzione per film come Vacanze romane, Elena di Troia, Ben Hur, La baia di Napoli e alcuni episodi della quarta stagione della serie televisiva Il dottor Kildare, ambientati a Roma. Dal 1961 diventò produttore, dapprima per la Mars Film e in seguito per la Verona Produzioni Cinematografiche, di film in qualche caso di notevole rilievo diretti da Valerio Zurlini, Bernardo Bertolucci, Alberto Lattuada e Franco Brusati. 
Dopo La ragazza con la valigia, Maurizio Lodi-Fé tornò al colossal nel 1962 con Sodoma e Gomorra, diretto da Robert Aldrich e con la seconda unità di regìa assegnata al fidato Sergio Leone. Passò alle produzioni in prima persona nel 1970: con la Paramount realizzò Il conformista diretto da Bernardo Bertolucci, una pellicola che nasceva dalle ceneri di quel neorealismo di cui Ben-Hur era stato la negazione. Nel 1973 Lodi-Fé con la regia di Franco Brusati produsse Pane e cioccolata, una storia di emigrazione italiana in Svizzera affidata all’interpretazione di Nino Manfredi. Sia Il conformista che Pane e cioccolata sono nella lista compilata dalla Mostra del cinema di Venezia dei “100 film italiani da salvare”.
William Wyler nella sua autobiografia cita Lodi-Fé come uomo cardine della produzione di Ben-Hur ma anche come fraterno amico: infatti i due avevano lavorato assieme in Vacanze romane e Helena, moglie di Maurizio, aveva assistito Talli, consorte di Wyler, nel momento della nascita del figlio David.

Muore nel maggio del 2015, pochi giorni prima di compiere 97 anni. Viene poi sepolto nel Cimitero Protestante di Roma o Cimitero degli Inglesi, o anche Cimitero degli Artisti e dei Poeti,  uno dei luoghi di sepoltura tuttora in uso più antichi in Europa dove sono sepolti numerosi artisti come il poeta Shelley, lo scrittore Carlo Emilio Gadda e politici come Antonio Gramsci o anche il "papà di Montalbano", lo scrittore Andrea Camilleri. Il cimitero si trova in prossimità della Piramide di Gaio Cestio e delle monumentali Mura Aureliane.

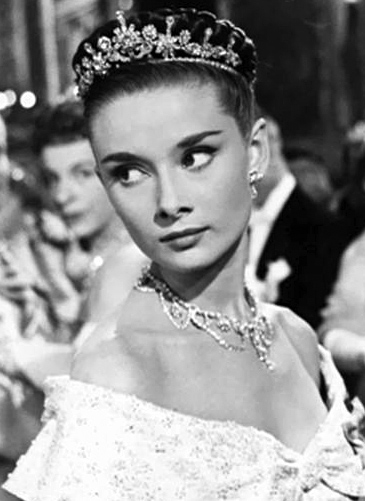
Audrey Hepburn in Vacanze Romane

## Filmografia

### Produttore esecutivo
- Vacanze romane (Roman Holidays), regia di William Wyler (1953)
- La baia di Napoli, regia di Melville Shavelson (1960)
- Ben-Hur, regia di William Wyler
- Elena di Troia, regia di Robert Wise

### Produttore
- La ragazza con la valigia, regia di Valerio Zurlini (1961)
- Sodoma e Gomorra, regia di Robert Aldrich (1962)
- Caccia alla volpe, regia di Vittorio De Sica (1966)
- Uccidete il vitello grasso e arrostitelo, regia di Salvatore Samperi (1970)
- Il conformista, regia di Bernardo Bertolucci (1970)
- Principe coronato cercasi per ricca ereditiera, regia di Giovanni Grimaldi (1970)
- Un caso di coscienza, regia di Giovanni Grimaldi (1970)
- Venga a prendere il caffè... da noi, regia di Alberto Lattuada (1970)
- L'uomo dal cervello trapiantato (L'homme au cerveau greffé), regia di Jacques Doniol-Valcroze (1971)
- Il diavolo nel cervello, regia di Sergio Sollima (1972)
- Pane e cioccolata, regia di Franco Brusati (1974)